# Attray
Attray település Franciaországban, Loiret megyében. Lakosainak száma 209 fő (2022. január 1.). Attray Crottes-en-Pithiverais, Bazoches-les-Gallerandes, Chilleurs-aux-Bois, Escrennes, Jouy-en-Pithiverais, Mareau-aux-Bois, Montigny, Neuville-aux-Bois és Santeau községekkel határos.

## Népesség
A település népességének változása:
| Lakosok száma | 217  | 206  | 198  | 201  | 215  | 212  | 211  | 208  | 208  | 209  |
|               | 1968 | 1982 | 1990 | 2006 | 2013 | 2015 | 2017 | 2019 | 2020 | 2022 |